# فابیو گاتی
فابیو گاتی (انگلیسی: Fabio Gatti؛ زادهٔ ۴ ژانویهٔ ۱۹۸۲) بازیکن فوتبال اهل ایتالیا است.
از باشگاه‌هایی که در آن بازی کرده‌است می‌توان به باشگاه فوتبال پروجا، باشگاه فوتبال مودنا، باشگاه فوتبال کرمونزه، باشگاه فوتبال کاتانیا، باشگاه فوتبال ویچنزا، و باشگاه فوتبال ناپولی اشاره کرد.
وی همچنین در تیم ملی فوتبال زیر ۲۱ سال ایتالیا بازی کرده‌است.